# كسوف أشوري

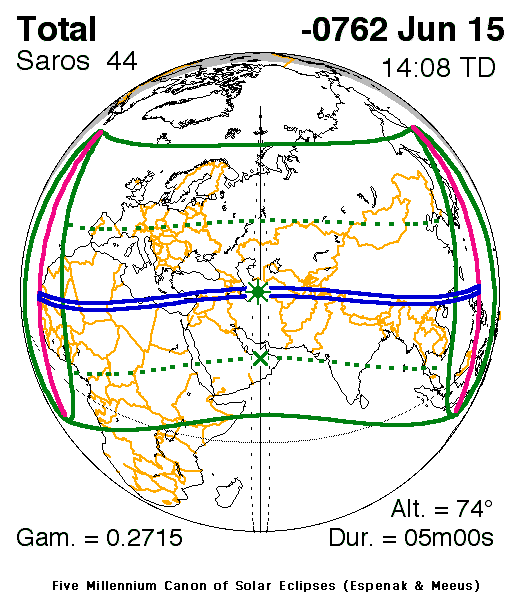

كسوف آشوري، المعروف أيضًا باسم كسوف بور-ساجالي، هو كسوف للشمس مسجل في قوائم الأسماء الآشورية والذي يعود تاريخه على الأرجح إلى السنة العاشرة من حكم الملك آشور دان الثالث. تم تحديد الكسوف بالكسوف الذي حدث في 15 يونيو 763 قبل الميلاد في التقويم اليولياني المبكر .

## رواية تاريخية
إن المدخل من السجلات الآشورية قصير ويقرأ:
"[عام] بور ساجالي من غوزانا. ثورة في مدينة آشور. في شهر سيمانو حدث كسوف للشمس."
وقد تم تفسير العبارة المستخدمة - shamash ("الشمس") akallu ("المنحني"، "الملتوي"، "المنحنى"، "المشوه"، "المظلم") - على أنها إشارة إلى كسوف الشمس منذ فك رموز الكتابة المسمارية لأول مرة في منتصف القرن التاسع عشر. اسم بور-ساجالي (يُترجم أيضًا إلى بور-ساجيلي، أو بور-ساجالي ، أو بار-ساجالي ) هو اسم مسؤول الليمو في العام الذي يحمل نفس الاسم.

## البحث الحديث
في عام 1867، حدد هنري رولينسون الكسوف شبه الكامل في 15 يونيو 763 قبل الميلاد باعتباره المرشح الأكثر ترجيحًا (شهر سيمانو الموافق لدورة القمر في مايو/يونيو)، والذي يمكن رؤيته في شمال آشور قبل الظهر بقليل. لقد تم قبول هذا التاريخ على نطاق واسع منذ ذلك الحين؛ كما تم إثبات هذا التعريف من خلال ملاحظات فلكية أخرى من نفس الفترة.
يعد هذا السجل أحد الأدلة الحاسمة التي ترسيخ التسلسل الزمني المطلق للشرق الأدنى القديم خلال الفترة الآشورية.

## الدور في الكتاب المقدس
حدث كسوف بور سجالي فوق مدينة نينوى عاصمة آشور في منتصف حكم يربعام الثاني، الذي حكم إسرائيل من 786 إلى 746 قبل الميلاد. ووفقًا لـ 2 ملوك 14: 25، عاش النبي يونان وتنبأ في عهد يربعام. يعتقد عالم الكتاب المقدس دونالد وايزمان أن الكسوف حدث حوالي الوقت الذي وصل فيه يونان إلى نينوى وحث الناس على التوبة، وإلا فإن المدينة سوف تُدمر. وهذا يفسر التوبة الدرامية التي أبداها أهل نينوى كما وردت في سفر يونان. اعتبرت الثقافات القديمة، بما في ذلك آشور، الكسوف بمثابة نذير دمار وشيك، وكانت الإمبراطورية في حالة من الفوضى في هذا الوقت، تكافح الثورات والمجاعات وتفشي الطاعون مرتين منفصلتين.
وقد ذكر هذا الكسوف أيضاً في سفر عاموس النبي. وكان عاموس يكرز أيضًا في عهد يربعام الثاني ويشير إلى الكسوف في عاموس 5: 8 و 8: 5،9. في هذه المقاطع يستخدم عاموس الكسوف كنبوءة للهلاك، ويحث اليهود على التوبة.

## روابط خارجية
- خريطة مسار الكسوفات 780-761 قبل الميلاد (ناسا) - تتضمن الكسوف الكلي في 15 يونيو 763 قبل الميلاد (المسمى -0762 15 يونيو)
- خريطة مسار الكسوفات من 800 إلى 781 قبل الميلاد (ناسا) - تتضمن كسوفًا حلقيًا في 24 يونيو 791 قبل الميلاد (مُسمى -0790 24 يونيو)
- قاعدة بيانات كسوف الشمس في الألفية الخامسة (من -1999 إلى +3000) - ترسم خريطة مدى رؤية كسوف الشمس الكلي في يونيو 15، 763 قبل الميلاد.
- قاعدة بيانات كسوف الشمس في الألفية الخامسة (من -1999 إلى +3000) - ترسم خريطة مدى رؤية كسوف الشمس الحلقي في يونيو 24، 791 قبل الميلاد.